# FC Steaua București în sezonul 2013–14
Sezonul 2013-2014 a marcat al șaizeci și cincilea an de existență al echipei de fotbal FC Steaua București.

## Context

### Schimbări în echipă
Cele mai notabile transferuri ale verii au fost cel al golgheterului din sezonul trecut, Raul Rusescu, la echipa spaniolă Sevilla și cel al fundașului Vlad Chiricheș, la Tottenham Hotspur, care a devenit cel mai scump fotbalist român vândut din Liga I. Un alt atacant al Stelei, Mihai Costea, a fost eliminat din lot de Reghecampf, iar vârful ofensiv brazilian Adi Rocha și-a încheiat contractul cu Steaua și a semnat cu Gamba Osaka, echipă din liga a doua japoneză. Pentru a întări atacul echipei, italianul Federico Piovaccari a fost împrumutat de la Sampdoria Genova. Avându-l ca portar titular pe Ciprian Tătărușanu, oficialii Stelei au reziliat contractul rezervei Răzvan Stanca, acesta fiind transferat la vicecampioana Pandurii Târgu Jiu, formație la care evoluase și în perioada 2008–2010. Un alt portar, Florin Niță, a fost adus de la Concordia Chiajna. Steaua a achiziționat ca mijlocaș pe Nicolae Stanciu de la Vaslui, în timp ce Mihai Răduț a revenit la echipă după un împrumut la Pandurii. Împrumutați la alte echipe din țară au fost Ionuț Năstăsie la Viitorul Constanța, și Valeriu Lupu și Iulian Roșu, ambii la Săgeata Năvodari.

#### Veniri
| #  | Poziție  | Jucător             | Venit de la            | Tip                   | Perioadă | Sursă         |
| -- | -------- | ------------------- | ---------------------- | --------------------- | -------- | ------------- |
| —  | Mijlocaș | Mihai Onicaș        | Viitorul Constanța     | Revenit după împrumut | Vară     | [ 8 ]         |
| 1  | Portar   | Florin Niță         | Concordia Chiajna      | Transfer liber        | Vară     | [ 8 ]         |
| 10 | Atacant  | Diodor Stratila     | Lokomotiv Basarabeasca | Transfer liber        | Vară     | [ 9 ]         |
| 23 | Mijlocaș | Nicolae Stanciu     | Vaslui                 | Transfer              | Vară     | [ 10 ]        |
| 25 | Atacant  | Federico Piovaccari | Sampdoria Genova       | Împrumut              | Vară     | [ 11 ] [ 12 ] |
| 30 | Mijlocaș | Mihai Răduț         | Pandurii Târgu Jiu     | Revenit după împrumut | Vară     | [ 8 ]         |
| 19 | Mijlocaș | Adrian Cristea      | Petrolul Ploiești      | Transfer liber        | Vară     | [ 13 ]        |
| 33 | Fundaș   | Fernando Varela     | Vaslui                 | Transfer              | Vară     | [ 14 ]        |
| 26 | Mijlocaș | Ionuț Neagu         | Oțelul Galați          | Transfer              | Vară     | [ 15 ]        |
| 35 | Atacant  | Pantelis Kapetanos  | CFR Cluj               | Transfer liber        | Vară     | [ 16 ]        |
| 29 | Mijlocaș | Alexandru Târnovan  | Viitorul Constanța     | Transfer              | Iarnă    | [ 17 ]        |
| 28 | Atacant  | Claudiu Keșerü      | Bastia                 | Transfer liber        | Iarnă    | [ 18 ]        |
| 18 | Mijlocaș | Alexandru Aldea     | Promovat de la juniori | Promovat              | Iarnă    |               |
| 27 | Mijlocaș | Răzvan Grădinaru    | Promovat de la juniori | Promovat              | Iarnă    |               |
| 97 | Mijlocaș | Robert Vâlceanu     | Promovat de la juniori | Promovat              | Iarnă    |               |
| 86 | Portar   | Martin Bogatinov    | Karpatî Liov           | Transfer liber        | Iarnă    |               |
| 18 | Mijlocaș | Lucian Sânmărtean   | Vaslui                 | Transfer              | Iarnă    |               |

#### Plecări
| #  | Poziție  | Jucător             | Plecat la          | Tip                                  | Perioadă | Sursă        |
| -- | -------- | ------------------- | ------------------ | ------------------------------------ | -------- | ------------ |
| 99 | Atacant  | Adi Rocha           | Gamba Osaka        | Contract încheiat                    | Vară     | [ 19 ]       |
| —  | Mijlocaș | Mihai Onicaș        | Târgu Mureș        | Împrumut                             | Vară     |              |
| 1  | Portar   | Răzvan Stanca       | Pandurii Târgu Jiu | Contract reziliat                    | Vară     | [ 7 ] [ 20 ] |
| 24 | Atacant  | Raul Rusescu        | Sevilla            | Transfer                             | Vară     | [ 1 ]        |
| 19 | Fundaș   | Valeriu Lupu        | Săgeata Năvodari   | Împrumut                             | Vară     | [ 21 ]       |
| 28 | Mijlocaș | Iulian Roșu         | Clinceni           | Împrumut                             | Vară     | [ 22 ]       |
| 25 | Mijlocaș | Cristian Pușcaș     | Clinceni           | Împrumut                             | Vară     |              |
| 27 | Mijlocaș | Ionuț Năstăsie      | Viitorul Constanța | Împrumut                             | Vară     | [ 23 ]       |
| 21 | Fundaș   | Vlad Chiricheș      | Tottenham Hotspur  | Transfer                             | Vară     | [ 24 ]       |
| 3  | Fundaș   | Doru Bratu          | Pandurii Târgu Jiu | Transfer                             | Iarnă    | [ 25 ]       |
| 19 | Mijlocaș | Adrian Cristea      | Concordia Chiajna  | Contract reziliat                    | Iarnă    | [ 26 ]       |
| 9  | Atacant  | Mihai Costea        |                    | Eliminat din lot                     | Iarnă    |              |
| 20 | Atacant  | Leandro Tatu        | Bangkok United     | Contract reziliat (pe cale amiabilă) | Iarnă    | [ 27 ]       |
| 90 | Atacant  | Stefan Nikolić      | Incheon United     | Contract reziliat (pe cale amiabilă) | Iarnă    | [ 27 ]       |
| 55 | Mijlocaș | Alexandru Bourceanu | Trabzonspor        | Transfer                             | Iarnă    |              |

## Competiții

### Liga I
Steaua a început sezonul cu o victorie pe teren propriu împotriva nou-promovatei Ceahlăul Piatra Neamț, într-un meci cu greșeli grave de arbitraj. Adrian Popa a deschis scorul din poziție de ofsaid, iar Daniel Georgievski a mărit avantajul echipei, înscriind primul său gol pentru Steaua; Emil Jula a marcat pentru oaspeți. Jocul Stelei din cea de-a doua repriză nu a fost pe placul antrenorului Laurențiu Reghecampf, care a declarat că echipa are nevoie de un atac mai bun.

#### Rezultate
| 20 iulie 2013Etapa 1 | Steaua București         | 2–1            | Ceahlăul | București                                                 |  |
| 21:30 EEST           | Popa 12' Georgievski 27' | Casetă tehnică | 40' Jula | Stadion: Steaua Spectatori: 10.700 Arbitru: Radu Petrescu |  |

| 21 decembrie 2013Etapa 2 | Astra Giurgiu | 1–1            | Steaua București | Giurgiu                                                              |  |
| 18:30                    | Enache 35'    | Casetă tehnică | 45+1' Varela     | Stadion: Marin Anastasovici Spectatori: 4.000 Arbitru: Istvan Kovacs |  |

| 3 august 2013 (jucat la 14 februarie 2014)Etapa 3 | Steaua București                                 | 4–0            | Chiajna | București                                                  |  |
| 21:30 EEST                                        | Varela 9' Chipciu 32', 60' Sânmărtean 43' (pen.) | Casetă tehnică |         | Stadion: Steaua Spectatori: 10.722 Arbitru: Cristian Balaj |  |

| 10 august 2013Etapa 4 | Dinamo | 0–2            | Steaua București                 | București                                                           |  |
| 18:00 EEST            |        | Casetă tehnică | 4' Latovlevici 38' (autogol) Fai | Stadion: Arena Națională Spectatori: 29.000 Arbitru: Cristian Balaj |  |

| 17 august 2013Etapa 5 | Steaua București                  | 3–0            | CFR Cluj | București                                                  |  |
| 18:00 EEST            | Popa 8' Piovaccari 12' Tănase 60' | Casetă tehnică |          | Stadion: Steaua Spectatori: 13.700 Arbitru: Ovidiu Hațegan |  |

| 24 august 2013Etapa 6 | Gaz Metan                | 2–2            | Steaua București | Mediaș                                                           |  |
| 18:00 EEST            | Buzean 11' Robertson 27' | Casetă tehnică | 74', 82' Filip   | Stadion: Gaz Metan Spectatori: 7.500 Arbitru: Sebastian Colțescu |  |

| 31 august 2013Etapa 7 | Steaua București                                                      | 5–0            | Team Săgeata⁠(d) | București                                                |  |
| 18:00 EEST            | Piovaccari 4' Prepeliță 20' Ad. Cristea 41' Kapetanos 72' (pen.), 82' | Casetă tehnică |                 | Stadion: Steaua Spectatori: 7.542 Arbitru: Marcel Bârsan |  |

| 14 septembrie 2013Etapa 8 | Botoșani | 1–2            | Steaua București           | Botoșani                                                     |  |
| 18:00 EEST                |          | Casetă tehnică | 22' Szukała 27' Piovaccari | Stadion: Municipal Spectatori: 9.000 Arbitru: Cristian Balaj |  |

| 21 septembrie 2013Etapa 9 | Steaua București                    | 3–0            | ACS Poli | București                                                 |  |
| 18:00 EEST                | Piovaccari 27' Stanciu 40' Popa 76' | Casetă tehnică |          | Stadion: Steaua Spectatori: 7.500 Arbitru: Robert Dumitru |  |

| 28 septembrie 2013Etapa 10 | FC Vaslui | 0–1            | Steaua București | Vaslui                                                           |  |
| 18:00 EEST                 |           | Casetă tehnică | 47' Piovaccari   | Stadion: Municipal Spectatori: 3.000 Arbitru: Sebastian Colțescu |  |

| 5 octombrie 2013Etapa 11 | Steaua București                                        | 4–0            | Viitorul Constanța | București                                               |  |
| 18:00 EEST               | Stanciu 9' Puțanu 11' (autogol), 65' (autogol) Tatu 85' | Casetă tehnică |                    | Stadion: Steaua Spectatori: 6.119 Arbitru: Iulian Călin |  |

| 19 octombrie 2013Etapa 12 | FC Brașov   | 1–2            | Steaua București        | Brașov                                                          |  |
| 18:00 EEST                | Ionescu 10' | Casetă tehnică | 2' Kapetanos 47' Gardoș | Stadion: Tineretului Spectatori: 4.000 Arbitru: Alexandru Tudor |  |

| 26 octombrie 2013Etapa 13 | Corona Brașov      | 1–1            | Steaua București      | Brașov                                                     |  |
| 18:00 EEST                | Stanciu 72' (pen.) | Casetă tehnică | 15' (autogol) Szukała | Stadion: Municipal Spectatori: 2.000 Arbitru: Florin Marcu |  |

| 2 noiembrie 2013 (jucat la 18 februarie 2014)Etapa 14 | Steaua București     | 2–0            | U Cluj | București                                                  |  |
| 18:00 EEST                                            | Popa 45' Szukała 80' | Casetă tehnică |        | Stadion: Steaua Spectatori: 10.875 Arbitru: Ovidiu Hațegan |  |

| 9 noiembrie 2013Etapa 15 | Pandurii | 1–1            | Steaua București | Târgu Jiu                                                            |  |
| 18:00 EEST               | Eric 27' | Casetă tehnică | 49' Szukała      | Stadion: Tudor Vladimirescu Spectatori: 1.000 Arbitru: Radu Petrescu |  |

| 23 noiembrie 2013Etapa 16 | Steaua București | 1–1            | Petrolul  | București                                                  |  |
| 18:00 EEST                | Prepeliță 45+3'  | Casetă tehnică | 78' Benga | Stadion: Steaua Spectatori: 10.464 Arbitru: Ovidiu Hațegan |  |

| 30 noiembrie 2013Etapa 17 | Oțelul      | 1–1            | Steaua București | Galați                                                 |  |
| 18:00 EEST                | Tudorie 77' | Casetă tehnică | 38' Varela       | Stadion: Oțelul Spectatori: 3.500 Arbitru: Iulian Dima |  |

| 14 decembrie 2013Etapa 18 | Ceahlăul | 0–2            | Steaua București     | Piatra Neamț                                                |  |
| 20:45 EEST                |          | Casetă tehnică | 10' Popa 44' Stanciu | Stadion: Ceahlăul Spectatori: 4.500 Arbitru: Cristian Balaj |  |

| 18 decembrie 2013Etapa 19 | Steaua București                   | 3–1            | Astra Giurgiu | Piatra Neamț                                                            |  |
| 20:00 EEST                | Popa 16' Gardoș 75' Piovaccari 82' | Casetă tehnică | 50' Budescu   | Stadion: Marin Anastasovici Spectatori: 15.000 Arbitru: Alexandru Tudor |  |

| 24 februarie 2014Etapa 20 | Chiajna             | 1–4            | Steaua București                                             | Chiajna                                                        |  |
| 19:30                     | Papasterianos 90+2' | Casetă tehnică | 10' Chipciu 17' (pen.) Sânmărtean 50' Stanciu 80' Piovaccari | Stadion: Concordia Spectatori: 5.000 Arbitru: George Rădulescu |  |

| 1 martie 2014Etapa 21 | Steaua București | 1–1            | Dinamo             | București                                                   |  |
| 21:00                 | Keșerü 89'       | Casetă tehnică | 57' (pen.) Grigore | Stadion: Steaua Spectatori: 23.247 Arbitru: Alexandru Tudor |  |

| 8 martie 2014Etapa 22 | CFR Cluj | 0–1            | Steaua București | Cluj-Napoca                                                                  |  |
| 20:00                 |          | Casetă tehnică | 83' Chipciu      | Stadion: Dr. Constantin Rădulescu Spectatori: 19.000 Arbitru: Cristian Balaj |  |

| 15 martie 2014Etapa 23 | Steaua București                         | 3–0            | Gaz Metan | București                                                   |  |
| 20:15                  | Keșerü 13' Piovaccari 66' Vâlceanu 90+3' | Casetă tehnică |           | Stadion: Steaua Spectatori: 8.615 Arbitru: George Rădulescu |  |

| 23 martie 2014Etapa 24 | Team Săgeata⁠(d) | 1–2            | Steaua București             | Constanța                                                   |  |
| 19:00                  | Guerra 13'      | Casetă tehnică | 33' (pen.) Keșerü 55' Varela | Stadion: Farul Spectatori: 12.000 Arbitru: Adrian Comănescu |  |

| 31 martie 2014Etapa 25 | Steaua București                                  | 4–0            | Botoșani | București                                                 |  |
| 21:00                  | Popa 12' Piovaccari 54' Pârvulescu 64' Tănase 68' | Casetă tehnică |          | Stadion: Steaua Spectatori: 6.605 Arbitru: Lucian Rusandu |  |

| 5 aprilie 2014Etapa 26 | ACS Poli | 0–0            | Steaua București | Timișoara                                                         |  |
| 21:30                  |          | Casetă tehnică |                  | Stadion: Dan Păltinișanu Spectatori: 25.000 Arbitru: Marius Avram |  |

| 11 aprilie 2014Etapa 27 | Steaua București | 0–1            | FC Vaslui      | București                                                   |  |
| 20:30                   |                  | Casetă tehnică | Temwanjera 87' | Stadion: Steaua Spectatori: 3.154 Arbitru: Andrei Chivulete |  |

| 21 aprilie 2014Etapa 28 | Viitorul Constanța | 0–3            | Steaua București                     | Chiajna                                                      |  |
| 21:00                   |                    | Casetă tehnică | 39' Latovlevici 40' Iancu 50' Keșerü | Stadion: Concordia Spectatori: 3.400 Arbitru: Cristian Balaj |  |

| 28 aprilie 2014Etapa 29 | Steaua București                        | 3–0            | FC Brașov | București                                                       |  |
| 20:00                   | Latovlevici 42' Chipciu 76' Szukała 87' | Casetă tehnică |           | Stadion: Steaua Spectatori: 4.948 Arbitru: George Cătălin Găman |  |

| 5 mai 2014Etapa 30 | Steaua București                        | 3–0            | Corona Brașov | București                                            |  |
| 20:30              | Piovaccari 18' Chipciu 79' Keșerü 90+1' | Casetă tehnică |               | Stadion: Steaua Spectatori: 0 Arbitru: Florin Andrei |  |

| 8 mai 2014Etapa 31 | U Cluj | 0–1            | Steaua București | Cluj                                                         |  |
| 21:30              |        | Casetă tehnică | 45+2' Prepeliță  | Stadion: Cluj Arena Spectatori: 20.000 Arbitru: Marius Avram |  |

| 12 mai 2014Etapa 32 | Steaua București           | 2–2            | Pandurii                    | București                                                     |  |
| 21:00               | Keșerü 8' (pen.) Iancu 16' | Casetă tehnică | Matulevičius 46' Nistor 72' | Stadion: Steaua Spectatori: 0 Arbitru: Adrian Viorel Cojocaru |  |

| 17 mai 2014Etapa 33 | Petrolul | 0–0            | Steaua București | Ploiești                                                      |  |
| 21:30               |          | Casetă tehnică |                  | Stadion: Ilie Oană Spectatori: 15.000 Arbitru: Ovidiu Hațegan |  |

| 20 mai 2014Etapa 34 | Steaua București | 2–2            | Oțelul                             | București                                                             |  |
| 20:00               | Keșerü 68', 88'  | Casetă tehnică | 62' Milea 83' (autogol) Pârvulescu | Stadion: Arena Națională Spectatori: 30.000 Arbitru: George Rădulescu |  |

#### Statistica meciurilor
| General | General | General | General | General | General | General | General | Acasă | Acasă | Acasă | Acasă | Acasă | Acasă | Deplasare | Deplasare | Deplasare | Deplasare | Deplasare | Deplasare |
| J       | V       | E       | Î       | GM      | GP      | GA      | Pct     | V     | E     | Î     | GM    | GP    | GA    | V         | E         | Î         | GM        | GP        | GA        |
| ------- | ------- | ------- | ------- | ------- | ------- | ------- | ------- | ----- | ----- | ----- | ----- | ----- | ----- | --------- | --------- | --------- | --------- | --------- | --------- |
| 34      | 22      | 11      | 1       | 71      | 20      | +51     | 77      | 12    | 4     | 1     | 45    | 9     | +36   | 10        | 7         | 0         | 26        | 11        | +15       |

##### Rezultate pe rundă
| Etapă    | 01 | 02 | 03 | 04 | 05 | 06 | 07 | 08 | 09 | 10 | 11 | 12 | 13 | 14 | 15 | 16 | 17 | 18 | 19 | 20  | 21 | 22  | 23  | 24 | 25 | 26 | 27 | 28 | 29 | 30 | 31 | 32 | 33 | 34 |
| -------- | -- | -- | -- | -- | -- | -- | -- | -- | -- | -- | -- | -- | -- | -- | -- | -- | -- | -- | -- | --- | -- | --- | --- | -- | -- | -- | -- | -- | -- | -- | -- | -- | -- | -- |
| Teren    | A  | D  | A  | D  | A  | D  | A  | D  | A  | D  | A  | D  | D  | A  | D  | A  | D  | A  | D  | TSD | D  | TSD | TSD | D  | A  | D  | A  | D  | A  | D  | A  | D  | A  | D  |
| Rezultat | V  | E  | V  | V  | V  | E  | V  | V  | V  | V  | V  | V  | V  | V  | E  | E  | E  | V  | V  | V   | E  | V   | V   | V  | V  | E  | Î  | V  | V  | V  | V  | E  | E  | E  |
| Loc      | 4  | 9  | 11 | 7  | 3  | 4  | 4  | 2  | 2  | 1  | 1  | 1  | 1  | 1  | 2  | 2  | 3  | 2  | 1  | 1   | 1  | 1   | 1   | 1  | 1  | 1  | 1  | 1  | 1  | 1  | 1  | 1  | 1  | 1  |

Ultima actualizare: 20 mai 2014 (UTC).
Notă: Sursă

Teren: A = Acasă; D = Deplasare. Rezultat: E = Egal; Î = Înfrângere; V = Victorie; Am. = Amânat.

### Cupa României

#### Rezultate
| 26 septembrie 2013Runda celor 32 | Steaua București                  | 4–0            | Avântul Bârsana | Berceni                                                 |  |
| 20:30                            | Răduț 19', 69' Kapetanos 63', 90' | Casetă tehnică |                 | Stadion: Berceni Spectatori: 2.700 Arbitru: Dan Botescu |  |

| 30 octombrie 2013Șaisprezecimi | Steaua București               | 2–0            | ACS Poli | București                                                |  |
| 20:00                          | Georgievski 11' Piovaccari 74' | Casetă tehnică |          | Stadion: Steaua Spectatori: 8.317 Arbitru: Cătălin Găman |  |

| 5 decembrie 2013Sferturi | Steaua București            | 2–0            | Oțelul | București                                               |  |
| 20:30                    | Piovaccari 46' Târnovan 84' | Casetă tehnică |        | Stadion: Steaua Spectatori: 2.000 Arbitru: Marius Avram |  |

| 27 martie 2014Semifinale | Steaua București                                               | 5–2            | Dinamo                | București                                                           |  |
| 20:30                    | Latovlevici 22' Varela 39' Chipciu 43' Tănase 45+2' Keșerü 76' | Casetă tehnică | 32' Rotariu 53' Lazăr | Stadion: Arena Națională Spectatori: 45.235 Arbitru: Ovidiu Hațegan |  |

| 17 aprilie 2014Semifinale | Dinamo      | 1–1            | Steaua București | București                                                            |  |
| 20:30                     | 57' Grigore | Casetă tehnică | 89' Keșerü       | Stadion: Arena Națională Spectatori: 38.794 Arbitru: Alexandru Tudor |  |

| 23 mai 2014Finala                    | Steaua București              | 0–0 (d.p.) (2–4 d.l.d.)                               | Astra Giurgiu | București                                                           |  |
| 21:00                                |                               | Casetă tehnică                                        |               | Stadion: Arena Națională Spectatori: 48.201 Arbitru: Ovidiu Hațegan |  |
|                                      | Penalty-uri de departajare⁠(d) |                                                       |               |                                                                     |  |
| Keșerü · Varela · Pintilii · Szukała |                               | Laban · Júnior Morais · Cristescu · Budescu · Yazalde |               |                                                                     |  |

### Supercupa României
Supercupa României s-a disputat între prima clasată în sezonul 2012-13 al Ligii I, Steaua București, și câștigătoarea Cupei României din 2013, Petrolul Ploiești. Steaua a terminat sezonul de ligă pe locul întâi, cu un avans de 16 puncte față de a doua clasată, Pandurii Târgu Jiu, și 17 puncte față de Petrolul, ocupanta locului trei. În Cupa României, Steaua a fost eliminată în faza optimilor de Concordia Chiajna; pe de altă parte, Petrolul a ajuns în finală, unde a învins-o pe CFR Cluj printr-un gol înscris de Jeremy Bokila.
| 10 iulie 2013 | Steaua București                     | 3–0   | Petrolul | București                                                           |  |
| 20:45 EEST    | Nikolić 21' Szukała 32' Pintilii 41' | Sursă |          | Stadion: Arena Națională Spectatori: 29,459 Arbitru: Ovidiu Hațegan |  |

### Liga Campionilor

#### Calificări
Steaua a început campania de calificare cu un meci împotriva echipei macedonene Vardar Skopje, în turul 2 preliminar. Au câștigat meciul tur cu 3 – 0, prin golurile lui Cristian Tănase și Mihai Pintilii, și prin autogolul portarului de la Vardar, Igor Pavlović, din prima repriză. Reghecampf a declarat dupa meci „Cei de la Vardar aproape că nu au existat pe teren, un adversar care nu se ridică la nivelul nostru”. Rezultatul meciului a reprezentat victoria cu numărul 100 a Stelei în competițiile europene. Meciul retur a fost câștigat, de asemenea, fără dificultate de Steaua, prin golurile marcate de Federico Piovaccari și de căpitanul Alexandru Bourceanu; pentru Vardar a marcat Jovan Kostovski cu o lovitură de cap.
Pe 30 iulie, Steaua a disputat meciul împotriva campioanei Georgiei, Dinamo Tbilisi, în deplasare. Prima repriză a fost una cu puține ocazii de gol, Steaua înregistrând un singur șut pe spațiul porții. În minutul 61 s-a acordat penalti pentru Dinamo, în urma unui henț al lui Latovlevici; Xisco a executat lovitura, însă Tătărușanu a apărat. Două minute mai târziu, Gabriel Iancu deschide scorul printr-un șut din afara careului. Același jucător marchează pentru 2 – 0 în minutul 80 dintr-o pasă a lui Cristi Tănase. Returul de la București s-a terminat 1 – 1, avându-i ca marcatori pe Latovlevici pentru Steaua, respectiv pe Ustaritz pentru Dinamo.

##### Turul 2 preliminar
| 16 iulie 2013Tur | Steaua București                                 | 3–0   | Vardar Skopje | București                                                                  |  |
| 20:45 EEST       | Tănase 12' Pintilii 21' Pavlović 45+2' (autogol) | Sursă |               | Stadion: Arena Națională Spectatori: 40,725 Arbitru: Radek Příhoda (Cehia) |  |

| 23 iulie 2013Retur | Vardar Skopje   | 1–2   | Steaua București             | Skopje                                                                        |  |
| 21:45 EEST         | Kostovski 45+1' | Sursă | 24' Piovaccari 72' Bourceanu | Stadion: Philip II Arena Spectatori: 4,000 Arbitru: Oleksandr Derdo (Ucraina) |  |

##### Turul 3 preliminar
| 30 iulie 2013Tur | Dinamo Tbilisi | 0–2   | Steaua București | Tbilisi                                                                          |  |
| 19:00            | Xisco 61'      | Sursă | 64', 80' Iancu   | Stadion: Dinamo Arena Spectatori: 16,000 Arbitru: Robert Schörgenhofer (Austria) |  |

| 6 iulie 2013Retur | Steaua București | 1–1   | Dinamo Tbilisi | București                                                      |  |
| 20:45             | Latovlevici 6'   | Sursă | 48' Ustaritz   | Stadion: Arena Națională Arbitru: Kristinn Jakobsson (Islanda) |  |

##### Play-off
| 21 august 2013Tur | Steaua București | 1–1     | Legia Varșovia | București                                                 |  |
| 21:45             | Piovaccari 34'   | Cronică | 53' Kosecki    | Stadion: Arena Națională Arbitru: Nicola Rizzoli (Italia) |  |

| 27 august 2013Retur | Legia Varșovia               | 2–2     | Steaua București         | Varșovia                                                                            |  |
| 21:45               | Radović 27' Rzeźniczak 90+4' | Cronică | 7' Stanciu 9' Piovaccari | Stadion: Stadion Wojska Polskiego (Pepsi Arena) Arbitru: Pedro Proença (Portugalia) |  |

#### Faza grupelor
| Echipa           | MJ | V | E | Î | GM | GP | GA | Pct. |
| ---------------- | -- | - | - | - | -- | -- | -- | ---- |
| Chelsea          | 6  | 4 | 0 | 2 | 12 | 3  | +9 | 12   |
| Schalke 04       | 6  | 3 | 1 | 2 | 6  | 6  | 0  | 10   |
| Basel            | 6  | 2 | 2 | 2 | 5  | 6  | -1 | 8    |
| Steaua București | 6  | 0 | 3 | 3 | 2  | 10 | -8 | 3    |

|         | Basel | Chelsea | Schalke | Steaua |
| ------- | ----- | ------- | ------- | ------ |
| Basel   | –     | 1–0     | 0–1     | 1–1    |
| Chelsea | 1–2   | –       | 3–0     | 0–0    |
| Schalke | 2–0   | 0–3     | –       | 3–0    |
| Steaua  | 1–1   | 0–4     | 0–0     | –      |

### Meciuri amicale
| Dată              | Echipă              | Rezultat | Rezultat  | Rezultat | Marcatori Steaua                                |
| Dată              | Echipă              | Acasă    | Deplasare | Neutru   | Marcatori Steaua                                |
| ----------------- | ------------------- | -------- | --------- | -------- | ----------------------------------------------- |
| 22 iunie 2013     | Rubin Kazan         |          |           | 0–0      |                                                 |
| 25 iunie 2013     | MOL Fehérvár        |          |           | 0–1      |                                                 |
| 30 iunie 2013     | Livingston FC⁠(d)    |          |           | 4–1      | M. Costea 37', 56', Iancu 43', Jones 47' (o.g.) |
| 2 iulie 2013      | Notts County        |          |           | 2–0      | Latovlevici 4', M. Costea 61'                   |
| 6 iulie 2013      | Sheffield Wednesday |          |           | 1–1      | Popa 20'                                        |
| 11 octombrie 2013 | Șahtior Donețsk     |          |           | 1–4      | M. Costea 66'                                   |
| 14 ianuarie 2014  | Nürnberg            |          |           | 1–5      | Neagu 74'                                       |
| 16 ianuarie 2014  | Werder Bremen       |          |           | 0–0      |                                                 |
| 18 ianuarie 2014  | Luzern              |          |           | 0–1      |                                                 |
| 20 ianuarie 2014  | Union Berlin        |          |           | 1–1      | Piovaccari 49'                                  |
| 22 ianuarie 2014  | Baku FC             |          |           | 0–2      |                                                 |
| 28 ianuarie 2014  | Dinamo Kiev         |          |           | 0–0      |                                                 |
| 30 ianuarie 2014  | Göteborg            |          |           | 0–0      |                                                 |
| 1 februarie 2014  | Lokomotiv Plovdiv   |          |           | 1–2      | Chipciu 2'                                      |
| 3 februarie 2014  | Korona Kielce       |          |           | 3–1      | Gardoș 21', Piovaccari 45', Stanciu 69'         |
| 5 februarie 2014  | Elfsborg            |          |           | 0–0      |                                                 |
| 19 martie 2014    | FC Clinceni         |          |           | 2–1      | Iancu 16', Răduț 25'                            |